# Нанетт Бордо
Нане́тт Бордо́ (фр. Nanette Bordeaux), настоящее имя — Эле́н Оливи́н Вейо́ (фр. Hélène Olivine Veilleux; 3 апреля 1911, Сен-Жорж, Квебек, Канада — 20 сентября 1956, Беверли Хиллз, Лос-Анджелес, Калифорния, США) — американская актриса

.

## Биография и карьера
Элен Оливин Вейо, позже известная как Нанетт Бордо, родилась 3 апреля 1911 года в Сен-Жорже (провинция Квебек, Канада).
Бордо переехала со своей семьей из Квебека в Нью-Йорк в 1930-х годах, где она начала прослушиваться в несколько театральных постановок. К 1938 году Бордо прошла кинопробы в студии Хэла Роуча, и была выбрана более чем из 50-ти других актрис. Она появилась в нескольких небольших фильмах в 1940-х годах под именем Франсин Бордо. Бордо был нанята режиссёром Columbia Pictures Джулсом Уайтом в 1949 году и появилась в нескольких короткометражных фильмах, в том числе в «Трёх балбесах». Поскольку она была носительницей подлинного французского акцента, её часто снимали как «Фифи» в таких фильмах, как «Объятия и кружки», «Победа человека-вредителя», «Пропущенная удача» и «Свободная добыча». Ей также пришлось скрывать свой французский акцент под американским в таких фильмах, как «Придурковатые сыщики» и «Подоходный налог Саппи».
Карьера Бордо была прервана, когда она умерла от острой бронхопневмонии 20 сентября 1956 года в возрасте 45 лет. Её последний фильм «Весёлая путаница» был выпущен через шесть месяцев после её смерти.

## Избранная фильмография
| Год  |   | Русское название | Оригинальное название | Роль       |
| ---- | - | ---------------- | --------------------- | ---------- |
| 1946 | ф | Ночь так темна   | So Dark the Night     | Цветочница |